# بلک ارکید (کمیک)
ارکیده سیاه (به انگلیسی: Black Orchid) عنوان چهار شخصیت خیالی ابرقهرمان در کتاب‌های کامیک آمریکایی منتشر شده توسط دی‌سی کامیکس است. اولین نسخه از این شخصیت با نام سوزان لیندن-ثورن توسط شلدون میر و تونی دزونیگا خلق شده‌است که برای اولین بار در شمارهٔ ۴۲۸ مجموعه کمیک‌های ماجراجویی (ژوئیه ۱۹۷۳) رونمایی شد. سوزان که در یک رابطه زناشویی خشونت‌آمیز به سر می‌برد، پس از اینکه بدست شوهرش کشته شد، توسط یکی از دوستان دانشمند خود به یک انسان و گیاه ترکیبی به زندگی بازگشت. او بار دیگر هنگامی که در تلاش برای نفوذ به شرکت لکس بود کشته شد. دو شبیه‌سازی ترکیبی گیاهی او جان سالم به در بردند و تبدیل به شخصیت‌های جدید بلک ارکید شدند.